# Apanteles bersus
Apanteles bersus är en stekelart som beskrevs av Papp 1976. Apanteles bersus ingår i släktet Apanteles och familjen bracksteklar. Inga underarter finns listade i Catalogue of Life.